# Anomis cuprina
Anomis cuprina är en fjärilsart som beskrevs av Walker 1865. Anomis cuprina ingår i släktet Anomis och familjen nattflyn. Inga underarter finns listade i Catalogue of Life.